# 萝芙木
蘿芙木（學名：Rauvolfia verticillata）是夹竹桃科萝芙木属的植物。

## 形态
常绿小灌木，多分枝，具乳质。叶对生或3～5枚轮生，长椭圆形至广披针形。夏季开白花；聚伞花序顶生；花萼分裂，花冠高脚蝶状，花冠筒中部膨大，花冠裂片5枚，向左覆盖；雄蕊5枚，着生于花冠筒中部；心皮离生。卵形或椭圆形核果离生，成熟时为紫黑色。

## 分布
分布在台湾、越南以及中国大陆的西南、华南等地。一般生于丘陵地带的林中、林边及溪边较潮湿的灌木丛中。喜热带、亚热带温暖、潮湿环境。在年均温20℃以上、低温不低于-4℃、雨量1200毫米以上、湿度75～80％地区生长良好。

## 药用
根、茎、叶都可药用，含利血平、萝芙木甲素等多种生物碱，有比较持久的降血压作用，可用于治疗高血压病。

## 外部連結
- 蘿芙木 Luofumu （页面存档备份，存于） 藥用植物圖像資料庫 (香港浸會大學中醫藥學院) （繁體中文）（英文）